# Miletus xeragis
Miletus xeragis är en fjärilsart som beskrevs av Hans Fruhstorfer 1915. Miletus xeragis ingår i släktet Miletus och familjen juvelvingar. Inga underarter finns listade i Catalogue of Life.